# اچ‌ام‌اس دراگون (۱۷۶۰)
اچ‌ام‌اس دراگون (۱۷۶۰) (به انگلیسی: HMS Dragon (1760)) یک کشتی بود که طول آن ۱۶۸ فوت (۵۱ متر) بود. این کشتی در سال ۱۷۶۰ ساخته شد.